# Ophidion rochei
La brótula de Roche (Ophidion rochei) es una especie de pez marino actinopterigio. Su pesca carece de interés comercial.

## Morfología
La longitud máxima descrita es de 29,3 cm.
Es una especie ovípara, con huevos ovalados pelágicos flotando en una masa gelatinosa.

## Distribución y hábitat
Es una especie marina de clima subtropical y comportamiento demersal, que habita en bajíos en un rango de profundidad hasta un máximo de 150 metros. Se distribuye por el oeste y norte del mar Mediterráneo así como por el mar Negro.